# Eric Krop

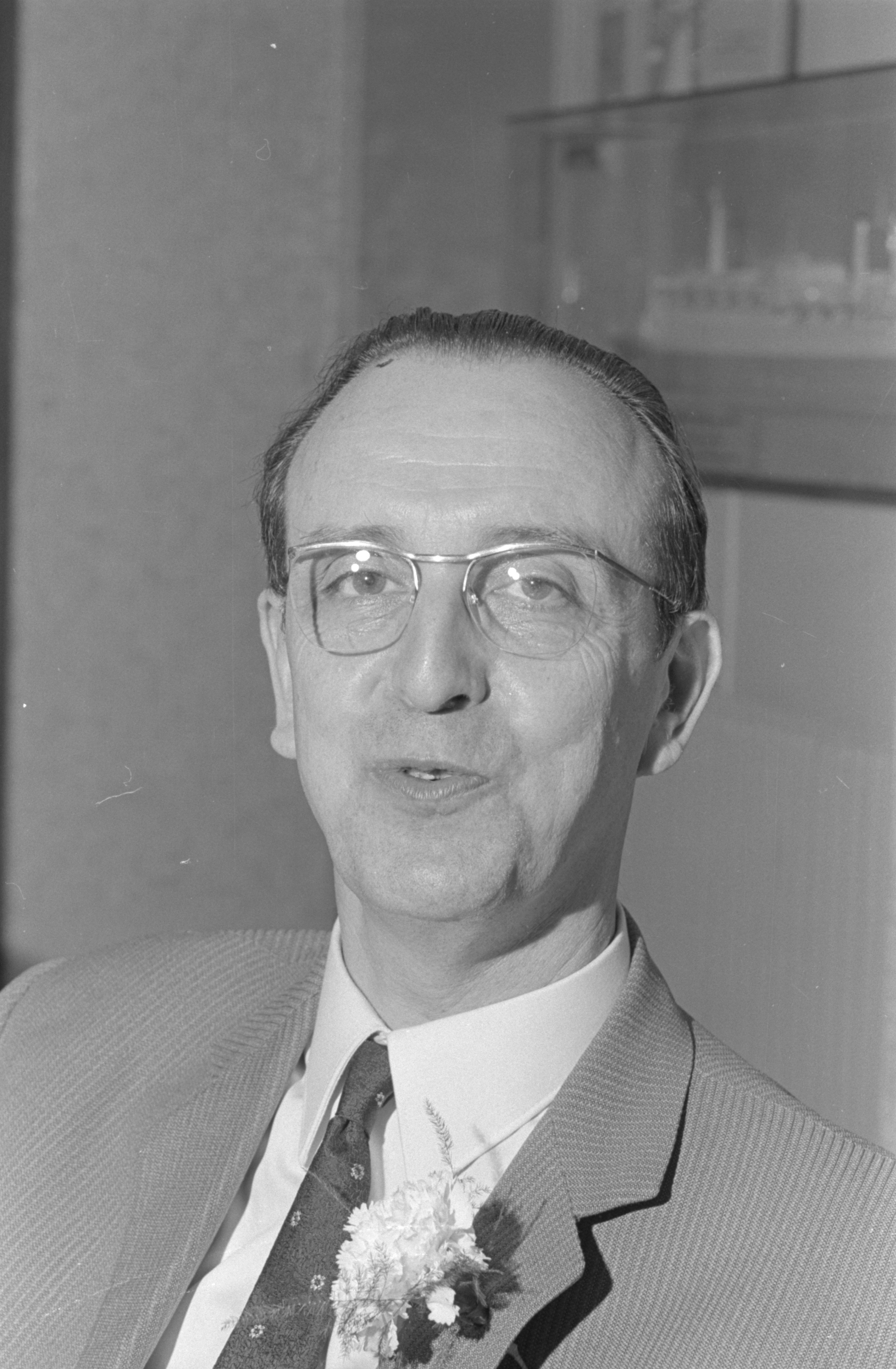
F.J. Krop (1966)

Frédéric Jean (Eric) Krop (Rotterdam, 20 mei 1916 – aldaar, 11 april 1977) was een Nederlands politicus van de  CHU.
Hij werd geboren als zoon van Frederik Johan Krop (1875-1945; predikant) en de uit Frankrijk afkomstige Antoinette Jeanne Seignobos (1875-1951). Na het gymnasium ging hij naar de Rijksuniversiteit Leiden waar hij rechten studeerde. Hij was daarna werkzaam bij de Economische Voorlichtingsdienst maar ook betrokken bij het verzet. In de begindagen van de oorlog vervalste hij identiteitskaarten, waardoor joden konden onderduiken. In 1941 werd hij door de Duitsers gearresteerd maar later weer vrijgelaten.  Tijdens een bijeenkomst van verzetsstrijders voor het verzetsblad Vrij Nederland in oktober 1942 was er een inval van de politie waarbij drie aanwezigen omkwamen en de gewonde Krop gearresteerd werd. Via het ziekenhuis en Kamp Vught belandde hij in het concentratiekamp Dachau waar hij vast zat tot de Amerikanen dat kamp eind april 1945 bevrijden. Hij overleefde de oorlog maar verloor een long. Later dat jaar pomoveerde hij in de rechtswetenschappen aan de Universiteit van Amsterdam en in 1948 studeerde hij af in de economische wetenschappen aan de Nederlandsche Economische Hoogeschool in Rotterdam. Hij werd voorzitter van afdeling Rotterdam van het Genootschap Nederland-Israel en later voorzitter van het hoofdbestuur. Hij ging werken als bedrijfskundig adviseur en zat daarnaast vanaf 1959 in de Rotterdamse gemeenteraad waar hij ook CHU-fractievoorzitter is geweest. In 1969 werd Krop benoemd tot burgemeester van Bleiswijk. Tijdens dat burgemeesterschap overleed hij in 1977 op 60-jarige leeftijd in het Rotterdamse Bergwegziekenhuis nadat hij daar met hartklachten was opgenomen. Tot zijn overlijden was hij voorzitter van de Rotterdamse afdeling van de Vereniging van Ex-politieke gevangenen (Expogé) en bestuurslid van de Stichting 1940-1945. Hij had een Yad Vashem-onderscheiding en in Rotterdam is naar hem de 'Eric Kropstraat' vernoemd.